# آنیا فیشته
آنیا فیشته (انگلیسی: Anja Fichtel؛ زادهٔ ۱۷ اوت ۱۹۶۸) شمشیرباز اهل آلمان بود.
وی همچنین برندهٔ جوایزی همچون برگ بوی نقره‌ای شده‌است.
وی در مسابقات کشوری و بین‌المللی در مجموع برندهٔ ۶ مدال طلا، ۲ مدال نقره، ۱ مدال برنز شده‌است.